# Photina vitrea
Photina vitrea es una especie de mantis de la familia Mantidae.

## Distribución geográfica
Se encuentra en la Guayana Francesa y Brasil.